# Cassedanneïta
La cassedanneïta és un mineral de la classe dels sulfats. Va rebre el seu nom per Fabien P. Cesbron, R. Giraud, F. Pillard i J. F. Poullen en honor de Jacques P. Cassedanne (1928-) professor de mineralogia de la Universitat de Rio de Janeiro, Brasil.

## Característiques
La cassedanneïta és un sulfat de fórmula química Pb₅(CrO₄)₂(VO₄)₂·H₂O. Va ser aprovada com a espècie vàlida per l'Associació Mineralògica Internacional l'any 1984. Cristal·litza en el sistema monoclínic. Es troba en forma de cristalls pseudohexagonals diminuts, aplanats en {010}, en agregats arrodonits. La seva duresa a l'escala de Mohs és 3,5.
Segons la classificació de Nickel-Strunz, la cassedanneïta pertany a «07.FC - Cromats amb PO₄, AsO₄, SiO₄» juntament amb els següents minerals: vauquelinita, fornacita, molibdofornacita, hemihedrita, iranita i embreyita.

## Formació i jaciments
Va ser descoberta al dipòsit d'or de Berezovskoe, a Iekaterinburg, óblast de Sverdlovsk (Districte Federal dels Urals, Rússia). També ha estat descrita a Mine Hill i a Wanlock Dod, ambdues localitats a Leadhills (Escòcia). Sol trobar-se associada a altres minerals com: crocoïta, embreyita i vauquelinite.